# Maximum Transmission Unit
Størrelsen af den maksimale datapakke, som kan formidles af en fysisk dataforbindelse betegnes Maximum Transmission Unit (MTU).

## Ekstern henvisning
- Maximum Transmission Unit (MTU)